# Jan Woroniec
Jan Woroniec (ur. 8 czerwca?/20 czerwca 1864 w Chołopieniczach, zm. 19 sierpnia 1937) – kapłan prawosławny, nowomęczennik.

## Życiorys
Był synem kapłana prawosławnego. Ukończył seminarium duchowne w Mińsku, po czym został psalmistą w cerkwi w Skipijewie. 25 marca 1888 przyjął święcenia kapłańskie z rąk biskupa mińskiego i turowskiego Warłaama. Od 1891 prowadził pracę duszpasterską w Smiłowicziach, będąc proboszczem kolejno w parafiach Trójcy Świętej i św. Jerzego Zwycięzcy. W 1912 został wyróżniony złotym krzyżem za osiągnięcia w działalności duszpasterskiej. Na przełomie lat 1916 i 1917 pełnił funkcję kapelana oddziałów stacjonujących w Smiłowicziach, za co otrzymał Order św. Anny II stopnia.
16 lutego 1930 został aresztowany za głoszenie krytycznych wobec władz stalinowskich kazań i skazany na zesłanie do Czernihowa. Po powrocie z zesłania ponownie znalazł się w Smiłowiczach, gdzie był szykanowany przez NKWD. Wreszcie w 1935 cerkiew, mimo oporu parafian, została zamknięta. Ks. Woroniec odprawiał odtąd nabożeństwa jedynie nielegalnie, w prywatnych domach. 17 lipca 1937 został aresztowany za nakłanianie wiernych do jawnego głoszenia wiary. 12 sierpnia tego samego roku kapłan został skazany na śmierć, zaś tydzień później rozstrzelany w nieokreślonym miejscu.
31 marca 1989 został całkowicie zrehabilitowany. 28 października 1999 kanonizowany przez Egzarchat Białoruski Patriarchatu Moskiewskiego jako jeden z Soboru Nowomęczenników Eparchii Mińskiej. Od 2000 jest czczony w całym Rosyjskim Kościele Prawosławnym.